# یامل اسد
یامل اسد (انگلیسی: Yamil Asad؛ زادهٔ ۲۷ ژوئیهٔ ۱۹۹۴) بازیکن فوتبال اهل آرژانتین است.
از باشگاه‌هایی که در آن بازی کرده‌است می‌توان به باشگاه فوتبال آتلانتا یونایتد، باشگاه فوتبال ولز سارسفیلد، و باشگاه فوتبال دی‌سی یونایتد اشاره کرد.